# بو ژست (فیلم ۱۹۶۶)
بو ژست (انگلیسی: Beau Geste) یک فیلم ماجراجویی و جنگی به کارگردانی «داگلاس هِیز» است که در سال ۱۹۶۶ منتشر شد.
این فیلم بر پایهٔ رمانی به همین نام ساخته شده و نسبت به سایر اقتباس‌های سینمایی این کتاب، از همه کمتر به خطِ اصلی داستان وفادار است. به‌عنوان مثال، در این فیلم فقط دو برادر وجود دارد (به‌جای سه برادر) و هیچ اشاره‌ای به وقایع و سرگذشت بو ژست، پیش از پیوستن به لژیون فرانسه نیست.

## خلاصه داستان
«بو»، «جان» و «دیگبی» سه برادر جدانشدنی هستند که توسط «بانو براندون» ثروتمند به فرزندی پذیرفته شده و به خانه او می‌روند. وقتی وضعیت مالی خانواده رو به وخامت می‌رود، «بانو براندون» مجبور می‌شود بسیاری از جواهرات با ارزش خود از جمله «یاقوت آبی» بزرگ را بفروش برساند. اما سرقتی رخ می‌دهد و…

## جوایز
این فیلم کاندیدای ۲ اسکار (کاندیدای اسکار بهترین طراحی هنری-کاندیدای اسکار بهترین بازیگر نقش مکمل مرد) در سال ۱۹۴۰ شد.

## بازیگران
- گای استاکول
- داگ مک‌کلور
- لسلی نیلسن
- تلی ساوالاس
- مایکل کنستانتین
- لئو گوردون
- دیوید مورو
- رابرت والدرز
- جو دیسانتیس
- پت وایت
- ویکتور لاندین
- مَلَکای ثرون
- جورج کیماس